# .amsterdam
.amsterdam là tên miền cấp cao nhất cho thành phố Amsterdam. ICANN đã cấp cho chính quyền Amsterdam giấy phép hoạt động miền vào ngày 24 tháng 7 năm 2014 như một phần của chương trình gTLD mới. Công chúng đã có thể đăng ký các địa chỉ web.amsterdam từ tháng 9 năm 2015. Việc sử dụng TLD rất hạn chế và việc giới thiệu nó đã bị chỉ trích vì thiếu hiệu quả về chi phí. Năm 2019, số lượng miền được đăng ký theo TLD giảm 9,1%. Giao thức truy cập dữ liệu đăng ký đã được kích hoạt cho các miền.amsterdam vào tháng 7 năm 2019.